# Не/смотря ни на что
«Не/смотря ни на что» (нем. Mein Blind Date mit dem Leben, рус. Моё свидание с жизнью вслепую) — немецкий фильм 2017 года режиссёра Марка Ротемунда.
Фильм, снятый по автобиографии Салии Кахаватте, рассказывает о юноше, который внезапно почти полностью теряет зрение. Несмотря на это, он по-прежнему полон решимости в своём желании получить работу в пятизвёздочном отеле. Но для того, чтоб его взяли на стажировку, ему приходится скрыть от руководства отеля свой недуг.

## Сюжет
Салия из-за отслоения сетчатки теряет зрение в старших классах. Теперь он видит всего на 5 % от нормального зрения. Обучение в обычной школе становится затруднительным, но герой не намерен менять её. И путем тренировок памяти и обострения слуха ему удаётся получить аттестат в обычной школе со средним баллом «хорошо».
Следующая его цель — это получить стажировку в одном из отелей Мюнхена. Он отправляет своё резюме в несколько отелей, открыто говоря о своем недуге. Но отовсюду получает вежливый отказ. Тогда он решается удалить строчку о  плохом зрении и получает приглашение на стажировку в пятизвёздочный отель. Сестра Салии помогает ему в отработке поведения и манер зрячих. В назначенный час он приходит на первое собеседование и по стечению обстоятельств проходит его вместе с опоздавшим претендентом Максом. Салия помогает Максу спрятать его незаинтересованность этой работой. И по итогу оба получают места для стажировки. При этом Макс заподозрил, что с его новым другом что-то не так.
В первый день стажировки Макс видит Салию с лупой и помогает своему другу завершить первое задание в срок. Дальше их дружба всё крепнет, Макс всячески помогает своему слепому другу адаптироваться и тренирует его дополнительно на каждом этапе стажировки.
Всё идёт замечательно, Салия заводит новых друзей среди коллег и они, догадываясь о его проблеме, помогают ему не попасться руководству. Ко всему прочему он решается ухаживать за девушкой, которая работает на доставке продуктов, и она отвечает ему взаимностью. Но неожиданно отец Салии уезжает на родину, бросив жену и детей, женившись на женщине с Шри-Ланки. На голову никогда не работавшей матери падает ипотека за дом и, пока она ищет работу, Салия идёт подрабатывать в хлебопекарню по ночам.
Две работы и отношения с Лаурой изматывают героя настолько, что он подсаживается на наркотики, чтобы поддерживать привычный темп и работ по ночам на второй работе. Через некоторое время его мозг не выдерживает, он теряет доверие своей девушки и срывает обслуживание свадьбы в отеле. Салия остаётся без работы, Лауры и больше не сможет помогать матери с ипотекой. Его организм истощен от наркотиков и после посещения дискотеки под дозой он оступается на ступеньках подземного перехода и неудачно падает.
В больнице его навещает сестра и рассказывает, что мама нашла работу и сможет теперь выплачивать ипотеку самостоятельно. Также приходит поддержать его друг из отеля Макс.
После катастрофы на свадьбе в отеле герой понимает, что вернуться не получится, и пытается устроиться телефонистом горячей линии, но отказывается от этой идеи. Салия идёт в отель и приносит свои извинения руководству, и просит допустить его к финальному экзамену. Остальные сотрудники поддерживают его просьбу и руководство соглашается. На экзамене он с блеском проходит все этапы кроме сервировки стола. В итоге он получает диплом и все празднуют это событие на крыше отеля. Руководство отеля лично его поздравляет, а самый суровый и требовательный представитель администрации отеля даже приглашает героя на обучение в его ресторан на должность сомелье. Он вежливо отказывается. Салия и Макс открывают собственное дело. Отношения Салии с Лаурой восстанавливаются.

## В ролях
| Актёр            | Роль       |
| ---------------- | ---------- |
| Костя Ульман     | Салия      |
| Якоб Маченц      | Макс       |
| Анна Мария Мюэ   | Лаура      |
| Йохан фон Бюлов  | Кляйншмидт |
| Александер Хельд | Фрид       |